# Periplusia
Periplusia is een geslacht van vlinders van de familie visstaartjes (Nolidae).

## Soorten
- P. cinerascens Holland, 1894
- P. ecclipsis Holland, 1894
- P. nubilicosta Holland, 1894
- P. reticulata Berio, 1964